# Hermann von Caemmerer
Hermann Konrad von Caemmerer (* 28. August 1879 in Kassel; † September 1914 bei Aizy-Jouy) war ein deutscher Historiker und königlich preußischer Hausarchivar.

## Leben
Hermann von Caemmerer war der Sohn von Ida Auguste Charlotte Rüppel (1840–1917) und dem preußischen Generalleutnant Rudolf von Caemmerer, der für seine Verdienste 1896 in den Adelsstand erhoben wurde. Seine ältere Schwester war die Krankenpflegerin Charlotte Albertine von Caemmerer (1877–1962). Nach seinem Studium der Geschichte, Philosophie und klassischen Altertumskunde von 1897 bis 1901 in Bonn und  Berlin promovierte von Caemmerer über das Regensburger Religionsgespräch von 1546 und legte die Archivarsprüfung ab.
Von Caemmerer war verheiratet mit Katharina Jordan. Aus der Ehe gingen die drei Kinder Ernst (1908–1985), Dorothea (1910–1988) und Johanna von Caemmerer (1914–1971) hervor. Wenige Monate nach der Geburt seines dritten Kindes fiel von Caemmerer im Ersten Weltkrieg als Oberleutnant der Infanterie im Infanterie-Regiment „Großherzog Friedrich Franz II. von Mecklenburg-Schwerin“ (4. Brandenburgisches) Nr. 24, II. Bataillon, 8. Kompagnie an der französischen Front.

## Schriften
- Das Regensburger Religionsgespräch im Jahre 1546, Inauguraldissertation, Berlin: Ebering 1901.
- Rankes "Große Mächte" und die Geschichtschreibung des 18. Jahrhunderts, in: Studien und Versuche zur neueren Geschichte (1910), Seite 263–312.
- Die Testamente der Kurfürsten von Brandenburg und der beiden ersten Könige von Preußen (Veröffentlichungen des Vereins für Geschichte der Mark Brandenburg), München; Leipzig: Duncker & Humblot 1915. Reprint 2015 ISBN 978-3-428-17093-7.
- Der Begriff Kurmark im 17. und 18. Jahrhundert, in: Forschungen zur brandenburgischen und preußischen Geschichte (FBPG) 29 (1916), 1, Seite 1–5